# 佐藤博 (病理学者)
佐藤 博（さとう ひろし、1923年3月18日 - 1991年10月26日）は、日本の病理学者、専門は、実験腫瘍学、実験動物。

## 人物
岡山県に生まれ、旧制松山高校から1947年東北大学医学部卒業、同大学病理学教室助手、薬理研究所所員を経て、1956年12月　東京大学 医学博士　論文の題は　「吉田肉腫の移植性に關する研究」。 1957年佐々木研究所研究員となり、吉田富三所長の下、制がん剤のスクリーニング試験に従事、のち同所病理・臨床病理部長。吉田肉腫、腹水肝癌などを用いた膨大な実験に基づき、癌に個性があることを強調した。平成3年、心筋梗塞のため急逝、享年68。

## 参考資料
- 癌の生態学 癌には個性がある、佐藤 博、講談社ブルーバックス、1986
- 財団法人佐々木研究所五十年史、（財）佐々木研究所編、 1990